# Simultan (Band)
Simultan  ist eine deutsche Rockband aus Auerbach.

## Geschichte

### Gründung
Simultan entstand im August 1971 durch den Zusammenschluss ehemaliger Musiker von Orgaphonics und dem Günter-Fischer-Quintett in Auerbach. Die Band erhielt bereits kurz nach der Gründung das Prädikat „Ausgezeichnetes Tanzorchester der DDR“ zuerkannt. Sie produzierten zahlreiche Aufnahmen im Rundfunk der DDR. Im DDR-Plattenlabel Amiga wurden mehrere Schallplatten von Simultan als Singles oder auf Samplern veröffentlicht.
Zu den Gründungsmitgliedern gehörten Günter Fischer (nicht zu verwechseln mit dem Musiker Günther Fischer), Jörg Seckel, Karl-Heinz Gerisch, Michael Schäffer und Hans Jürgen Hillert. Die Kompositionen der Band stammten von Fischer, Seckel und Gerisch. Die Texte schrieb der Lyriker Dietmar Lange. 1990 löste sich die Band auf.

### Jahre nach der Wende
In den Jahren nach der Wende trat Günter Fischer, zusammen mit Tochter Silke, in Deutschland auf und arbeitete als Komponist und Produzent mit anderen Künstlern zusammen. Titel von Günter Fischer sind auf ca. 50 Sampler-CDs zu finden. Im Jahr 2007 erschien eine 4-CD-Box mit 80 der erfolgreichsten Titel.

### Ab 2009
Zum Anlass des 50. Bühnenjubiläums von Günter Fischer formierte sich erneut die Gruppe Simultan und trat erstmals am 7. März 2009 in Wernesgrün wieder auf. Anschließend wurde die Tour Simultan is back organisiert und umgesetzt. Die Gruppe Simultan setzte sich nun aus den Mitgliedern Günter Fischer, Silke Fischer, Sebastian Fischer, Günter Geipel und Christoph Gilbert zusammen.
Nach der Comeback-Tour veröffentlichte die Band 2010 eine Single und 2011 ein Weihnachtsalbum. Im Jahr 2014 stieg Günter Fischer nach einem Abschiedskonzert  und dem Album Momente aus der Band aus, die von seinem Sohn Sebastian weitergeführt wird. Günter Fischer starb am 9. Oktober 2018.

## Simultan & Friends
Entstanden durch das 50. Bühnenjubiläums von Günter Fischer, ist Simultan & Friends eines der Nebenprojekte von Simultan. Die Show beinhaltet eine Zeitreise durch die Musikgeschichte und ist deutschlandweit auf Tour. Neben Simultan treten weitere Künstler wie die Hurricans, Andreas Gemeinhardt, das Günter-Fischer-Quintett, der ESA-Schlagerchor auf. Moderatoren sind Silke Fischer und Ingo Dubinski.

## Rundfunkproduktionen
- Das sind meine Träume
- Warum kann nicht für alle Sonne scheinen
- Das Ereignis
- Schöner Sommer
- Ich habe eine Sorge

## Diskografie

### Plattenproduktionen
- 1972: Träume blieben mir/Braune Augen (Amiga, Single)
- 1972: Braune Augen (Amiga, auf Sampler box Nr. 2)
- 1973: Du hast mir die Liebe gebracht/Regen, Regen (Amiga, Single)
- 1973: Du hast mir die Liebe gebracht (Amiga, auf Sampler box Nr. 3)
- 2010: Fußball ist uns're Welt (Single)
- 2011: Zauber der Weihnacht (Album)
- 2014: Momente (Album)